# Willem Dorel
Willem Dorel (Fransː Guillaume Dorel) ( ? - 1174) was heer van Botroun, een leenschap in het graafschap Tripoli. Hij werd in latere charters ook aangeduid als Willem I van Botroun.
Halverwege de 12e eeuw volgde hij de uit de Provence afkomstige ridder Raymond van Agoult op als heerser van Botroun. Hun verwantschap is tot op de dag van vandaag nog onbekend gebleven. Men denkt aan de zoon van een zwager of bastaardzoon.
Willem huwde met Stephanie van Milly, een dochter van Hendrik van Milly, heer van Petra. Ze kregen samen een dochter genaamd Cecilia Dorel.
Toen Dorel in 1174 overleed, bekommerde zijn leenheer Raymond III van Tripoli zich persoonlijk over de erfopvolging en het feit dat Willems dochter Cecilia een huwelijkskandidaat moest krijgen. Raymond was van plan om zijn trouwe volgeling, de vlaamse ridder Geraard de Ruddervoorde aan haar uit te huwelijken en hem ook met het leenschap te belenen. Echter kwam er een Pisaanse koopman genaamd Plivano die 10,000 byzantijnse 
solidus betaalde aan Raymond III, om met Cecilia te mogen huwen. Zo Huwde Plivanus met Cecilia en werd leenheer van Botroun. Gerard de Ruddervoorde bleef hierdoor ongehuwd en sloot zich kort daarna aan bij de Tempelier orde, waar hij later het zelfs tot grootmeester schopte.